# Atlantic-Fokker XA-7
Atlantic-Fokker XA-7 – prototypowy samolot szturmowy zaprojektowany na zamówienie United States Army Air Corps w zakładach Atlantic-Fokker. Wraz z powstałym w tym samym czasie Curtissem A-8 były to pierwsze samoloty szturmowe USAAC zaprojektowane od początku specjalnie jako samoloty szturmowe, a nie powstałe w wyniku modyfikacji wcześniejszych samolotów, były to także pierwsze jednopłatowe samoloty szturmowe USAAC. Curtiss A-8 i Atlantic-Fokker A-7 miały bardzo podobne osiągi i konstrukcję, ale do produkcji seryjnej wybrano tylko samolot Curtissa poprzestając na wyprodukowaniu jednego egzemplarza Fokkera.

## Tło historyczne
Pierwszymi samolotami szturmowymi USAAC były dwupłatowe Douglas XA-2 (powstał tylko jeden prototyp) oraz produkowany seryjnie Curtiss A-3/4/5/6. Na początku 1930 dowództwo USAAC wystosowało list intencyjny do kilku wytwórni lotniczych na nowy samolot szturmowy. Nowa maszyna szturmowa miała być pierwszym jednopłatowym samolotem USAAC, w specyfikacjach wyszczególniono także, że samolot miał mieć konstrukcję całkowicie metalową i być napędzany przez silnik Curtiss V-1570-27 Conqueror. Na konkurs odpowiedziały dwie wytwórnie - Curtiss Aeroplane and Motor Company z maszyną Curtiss XA-8 i Atlantic-Fokker właśnie z XA-7.
Samolot został zaprojektowany w założonej przez Antona Fokkera firmie Atlantic-Fokker, która do 1930 należała do holenderskiej firmy Fokker. W 1930 firma została przejęta przez General Motors i jej nazwę zmieniono na General Aviation. Pracę nad samolotem rozpoczęto jeszcze przed przejęciem firmy, ale zakończono już po jej przejęciu i zmianie nazwy i samolot często jest określany jako General Aviation XA-7.

## Historia
Pierwszy i jedyny prototyp został ukończony i dostarczony do bazy Wright Field w czerwcu 1931. Samolot był oceniany wraz z dostarczonym w tym samym czasie Curtissem XA-8.
W czasie testów, przynajmniej w ich początkowej fazie, samolot był testowany bez uzbrojenia. W czasie oblatywania samolot Curtissa został oceniony jako posiadający lepsze charakterystyki pilotażowe, był także szybszy od maszyny Fokkera, ale XA-7 miał lepszą prędkość wnoszenia. Oblatywanie samolotów zakończono w 1932, zwycięzcą ogłoszono samolot Curtissa.
Według jednego źródła po zakończeniu programu testowego USAAC zamówił pięć egzemplarzy YA-8 w nieco zmienionej wersji (bardziej aerodynamiczne owiewki podwozia, zamykane kabiny załogi, ulepszona chłodnica) ale większość źródeł podaje, że po wygranej modelu Curtissa nie kontynuowano dalszych praca na XA-7 i jedyny prototyp został złomowany wkrótce po zakończeniu programu.

## Opis konstrukcji
Atlantic-Fokker (General Aviation) XA-7 był jednopłatowym, jednosilnikowym samolotem szturmowym o konstrukcji całkowicie metalowej. Samolot był typową jak na ówczesnej czasu konstrukcją Fokkera z bardzo grubym wolnonośnym skrzydłem i stałym podwoziem osłoniętym owiewkami. Napęd samolotu zapewniał 12-cylindrowy chłodzony cieczą silnik rzędowy typu Curtiss V-1570-27 Conqueror o mocy 600 KM napędzający dwupłatowe śmigło typu Hamilton Standard o stałym skoku. Załogę stanowiły dwie osoby - pilot i obserwator/strzelec siedzący w osobnych, otwartych kokpitach w konfiguracji typu tandem (jeden za drugim.
Uzbrojenie samolotu stanowiły cztery nieruchome karabiny maszynowe kalibru 7,62 mm strzelające do przodu, jeden ruchomy karabin maszynowy 7,62 obsługiwany przez strzelca i do 400 funtów (lub 488) bomb (181 - 221 kg) przenoszonych na zewnętrznych zaczepach.
Samolot mierzył 31 stóp długości i dziewięć stóp oraz pięć cali wysokości, rozpiętość skrzydeł wynosiła 46 stóp i dziewięć cali (odpowiednio - 9,45 m, 2,87 m i 14,25 m). Powierzchnia skrzydeł wynosiła 333 stopy kwadratowe (30,94 m).
Masa własna wynosiła 3866 funtów, a maksymalna masa startowa do 5650 funtów (1754 kg i 2563 kg).
Prędkość maksymalna wynosiła 184 mile na godzinę (296 km/h), a prędkość przelotowa około 150 mil na godzinę (241 km/h) samolot mógł się wspiąć na wysokość 19.000 stóp (5791 m), a jego zasięg wynosił do 500 mil (804 km).